# Vicente Trueba
Vicente Trueba Perez (* 16. Oktober 1905 in Sierrapando de Torrelavega; † 10. November 1986) war ein spanischer Straßenrennradprofi.

## Leben
Trueba war der erste Gewinner der Bergwertung der Tour de France im Jahr 1933. Trueba war in den Jahren von 1928 bis 1933 Radprofi, war allerdings in vielen Saisons kein Mitglied einer Profimannschaft. So trat er 1928, 1930 bis 1932 und 1937 bis 1939 als Individualist an. Neben dem Gewinn der Bergwertung bei der Tour de France gelang ihm 1933 mit dem sechsten Platz in der Gesamtwertung auch sein bestes Ergebnis dort. Ein Jahr später erreichte er den zehnten Platz der Gesamtwertung sowie den zweiten im Bergklassement. Während seiner Profizeit konnte er mit dem Gran Premio Pascuas nur ein weiteres Rennen gewinnen.
Seine Brüder José, Manuel und Fermín waren ebenfalls Rennfahrer.

## Ehrungen
In seiner Geburtsstadt Torrelavega wurde eine Sporthalle nach ihm benannt.